# 漢陽八八式步槍
漢陽八八式步槍，俗称「漢陽造」，是中國最早开始生产的具有旋轉後拉式槍機设计的步槍之一。由在清末建立的漢陽兵工廠獲得德國Gewehr 88步枪制造商路德维希·洛伊公司（Ludwig Loewe）的授權生產并因地制宜地进行部分改进仿制而来。该枪在清末的新军一直到第二次中日戰爭、国共内战以及韓戰都是中國各勢力武裝力量的主要步槍枪型之一，作为制式步枪在軍隊中服役超過60年，可以說是20世紀初中國軍隊的代表性轻武器装备之一。

## 歷史

### 清末

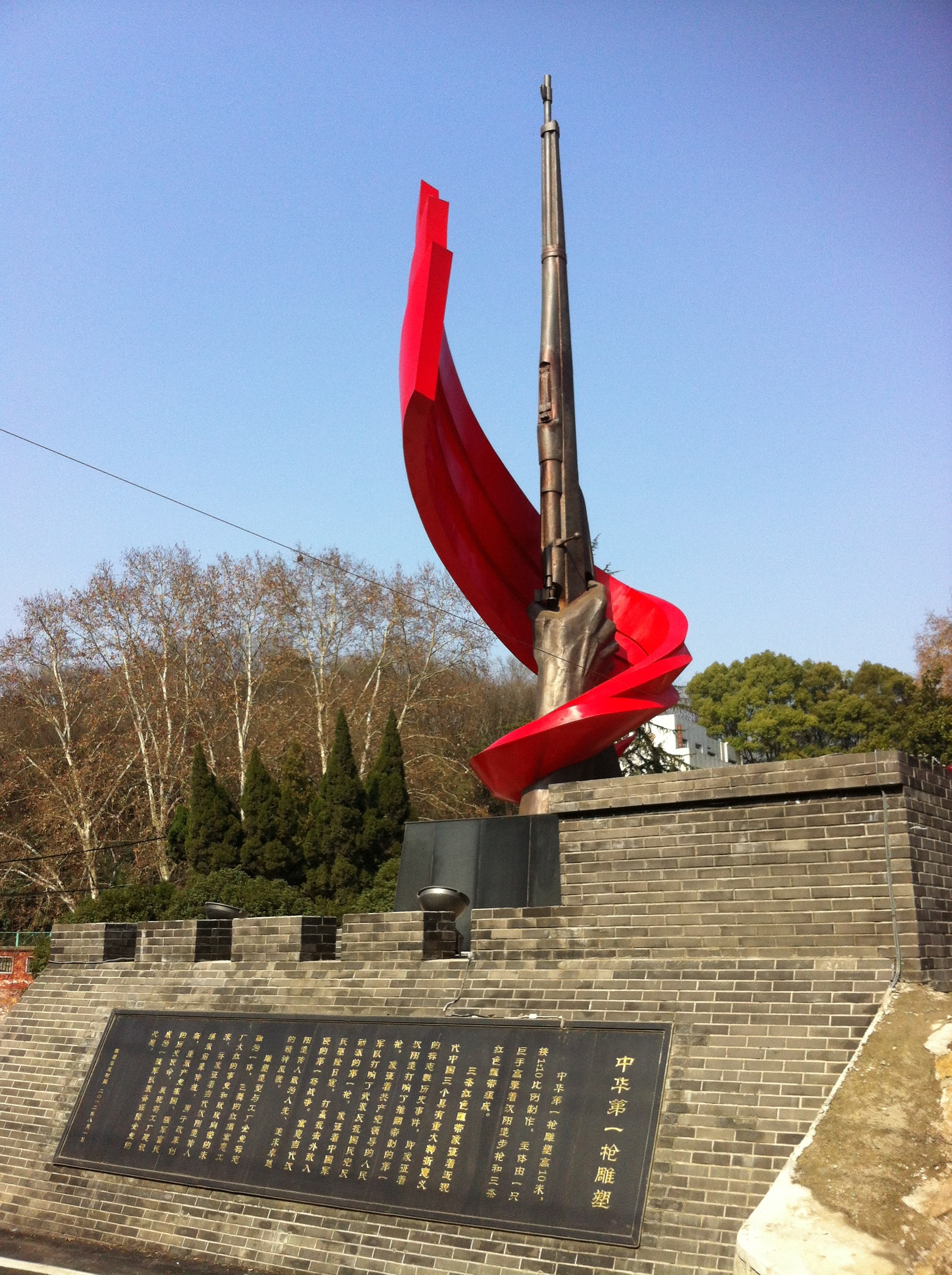
位于武汉的中华第一枪雕塑

德国88式步枪是受了首次使用了无烟发射药的法国8毫米勒貝爾M1886步槍的刺激，德国紧急成立一个步枪试验委员会，多方借鉴，研创了7.9毫米1888式步枪。因为该枪是由这个委员会集体研制而成的，被称作委员会步枪。1888式“委员会”步枪（Gewehr 88或简称Gew 88），是德国第一种採用无烟发射药小口径（较当时弹药口径而言）步枪弹，配用子弹为7.92×57mm无底缘毛瑟圆头弹，比毛瑟本厂的毛瑟M1889式早1年推出。枪全长1240毫米，枪管长750毫米，枪重3.9公斤，弹仓容量5发，曼利夏式漏夹供弹，初速638米/秒，表尺射程2000米。外观有一个显著的特征，即枪管外包裹有一个全长型套筒。故在中国被称为“套筒步枪”或“双筒步枪”的俗称，后来年久老化，又有“老套筒”称呼。和后来常见的装于枪管下侧不同，老套筒的刺刀装于枪管的右侧。
有说基于清政府的洋务官员对“毛瑟”品牌的迷信，德国商人谎称1888式步枪为“毛瑟步枪”，成功地将设计资料和生产机械卖给了清政府。从清末史料到1980年代专著，將1888式步枪称为“毛瑟步枪”的屡见不鲜。
1884年张之洞出任两广总督，意图引进西方军工体系，摆脱既往只能购买西方军火的局限，其中一个重点是引进毛瑟M1871式11毫米口径有烟火药步枪生产线，计划于广州石门建厂。1889年张之洞转任湖广总督，将尚未建成的工厂搬至武汉汉阳。1894年工厂刚建成即遇失火，生产设备受损。此时德军已倾向采用毛瑟原厂步枪为制式武器，M1888委员会步枪略显过时，德方有意出售其生产线。张之洞获悉M1888委员会步枪与新式的毛瑟步枪使用相同的“小”口径无烟火药毛瑟弹，与毛瑟M1871式形成代差，且经数年改良已改掉初期的一些问题，遂立即与德方协商将汉阳工厂改建，迅速达成合约，1896年新厂复建完成。在湖广总督张之洞推动下在湖北建立的湖北枪炮厂（汉阳兵工厂的前身）开始生产此型步枪，定名为八八式。第一年生产了1千3百支步枪。因为汉阳兵工厂是八八式步枪最早、最主要的生产厂，所以也称“汉阳造”。1899年江南制造局也开始生产此型步枪。一直到1944年，此型步枪在中国前后生产了将近50年，为当时中国生产时间最长的一种轻武器。
由于88式步枪存在着装弹退弹困难、抽壳可靠性不佳、容易炸膛等问题，1898年德国军方采用毛瑟Gew98步枪将其取代。98式比88式整整前进了一代，特别是当其采用了S型轻尖弹后，比只能发射圆弹的88式的各方面有了巨大提升。88式步枪遂转售给土耳其、非洲一些国家和清政府。
88式步枪诞生后，针对使用中发现的问题，历史上改进五次：
1. 1891年，加强枪管，改进弹膛前方的锥膛形状。改进后称作88/.型。
2. 1896年，采用新的膛线，阴线深度从原来的0.10mm增加至0.15mm，以解决枪管磨损严重和膛压过大容易产生事故。改进后称作88/Z型。
3. 1903年，改造枪管膛线，以便能发射直径较大的S型尖头弹。改进后称作88/S型。以兼容98式毛瑟步枪的轻尖弹。
4. 1905年，改进供弹机构，將曼利夏式漏夹改为桥夹。改进后称作88/05型。
5. 1914年，改进后称作88/14型。

汉阳兵工厂在1904年对八八式步枪进行了改进，外观上最显著的特征是去掉枪管外部套筒。但据清末史料，汉阳厂在投产之初就去掉枪管外部套筒。如《张文襄公全集》第101卷收录光绪二十三年十月十八日（1897年11月12日）《张之洞就湖北枪炮厂所造枪炮演放考试各情致督办军务处之咨呈》：“汉厂快枪，均仿德国小口径新毛瑟式，惟将套筒改作单筒，计重九磅三两，枪力弹力可及二千零五十迈当之远。”宣统三年闰六月五日（1911年7月30日）《湖北兵工钢药两厂所造枪炮钢药各件利病说略》：“查本厂所制七密里九口径枪枝，原系仿照德国八十八年步枪式，惟八十八年式原有套筒，而汉阳始制之时已弃套筒不用，因此头箍、中箍、木壳、望牌等处皆稍有更改。”由此，近现代史上中国各部队使用的“套筒”步枪应均系德制原装进口。
1910年汉阳兵工厂又进一步改进，增加枪管上护木，将直立式表尺改为固定式弧形表尺。在清朝末年雖然清廷一度希望將其停產改制(光緒三十三年式步槍)元年式步槍（毛瑟1907式步槍的授權生產版），但是因經費不足此計畫並未執行。而漢陽造步槍也就逐漸生產並配發至兩湖新軍並持續生產到民国時代。1911年引发辛亥革命导致清政府垮台的武昌起义中，湖北新军就装备漢陽八八式步槍。

### 民國時期

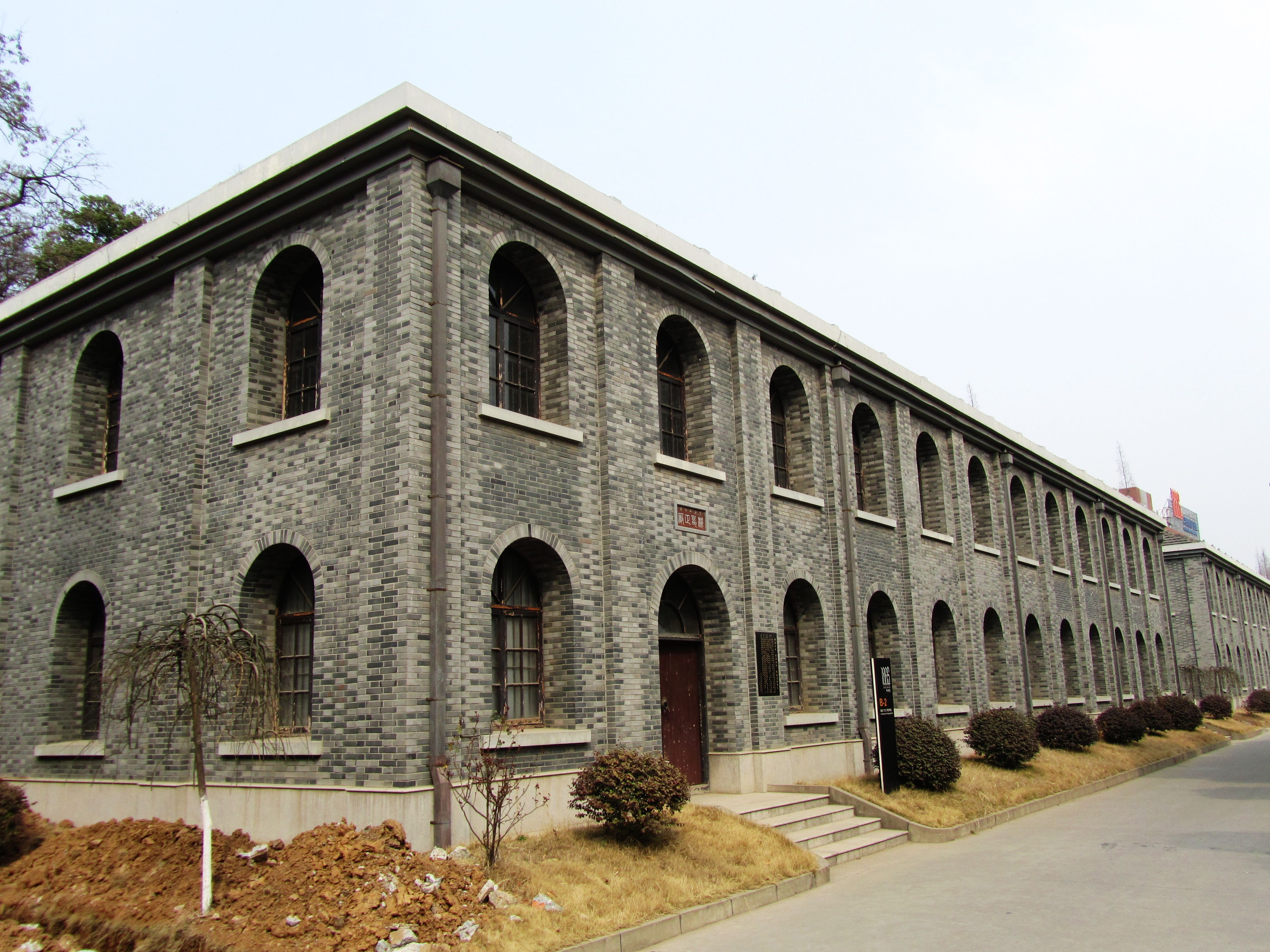
金陵兵工廠

民國初期，由於北洋政府並未進行造槍機具更新，因此漢陽兵工廠仍持續製造八八式步槍，南京金陵兵工廠在此時更改設備製造八八式步槍。之後由於軍閥割據一方，機具更新不但不可能，連生產槍枝的經費也無著落，有时因无力添购材料直至停工，又加上连年战乱，因此兩間兵工廠的步槍生產处于時開時停的階段。直到1927年國民革命軍佔領武漢與南京之後兩廠生產才逐漸穩定，仍作为国民革命军的制式步枪。据枪上序号推算，1910至1932年初产量为46万支。
漢陽八八式步槍原本為在抗戰前夕，中正式步槍還未出現以前的過渡型槍枝，不過後來國民政府雖一度希望將生產漢陽造的步槍機械改造為製造中正式步槍，但是隨後1937年7月抗日戰爭爆發使這項計畫延後，金陵廠與漢陽廠也因抗戰內遷后方，在內遷的过程中漢陽兵工廠（改名为第一兵工厂）之枪厂迁往重庆，后来生產步槍的機具移交給遷到重慶的第二一廠（金陵兵工廠改組後的名称），使得漢陽八八式步槍的生產集中在單一廠區，1939年复产，改称为汉式七九步枪。鞏縣兵工廠步槍部門被炸毀後中正式步枪的產能大幅下降，因此在抗戰時期漢陽八八式步槍仍在軍中佔有重要地位，二一廠的漢陽八八式步槍持續生產到1944年，廠內機具才完全修改為製造中正式步枪後才告停產。抗战时在重庆第二一厂生产了207 164支。七九口径圓頭彈到抗戰結束仍有大量生產。由於數量龐大且耐用因此仍持續在国共内战中使用。
關於漢陽造步槍的改膛技術，漢陽造步槍源自於德國的M1888步槍，1903年德國推出的88/S型步枪開始采用S型尖彈，新的彈頭直徑為8.22mm（原來的圓頭彈為8.1mm），因此從這年開始，原本1896年定型的88/Z步槍都要改造槍管膛線，以便能發射直徑較大的S型尖頭彈。為防止誤用槍彈，在拋殼口前方的機匣位置上有“S”標記，称为88/S步枪（Gewehr 88/S）。1905年開始對“S”型改進，主要是在“S”型步槍上改進供彈機構，此外還封閉了彈倉底部的開口，便使原本的M1888步槍擁有如同毛瑟系統一樣可以用橋夾進彈，而原本M1888步槍彈匣下面退夾用的開口，也用一塊鐵片封起來了，並且也可以使用7.92×57毫米尖頭彈供彈射擊，稱為88/05步槍（Gewehr 88/05）。88/14步枪（Gewehr 88/14）与88/05式相同，但装配和外表处理都比较差。其中88/05型和88/14型已经不使用漏夹，而改用桥夹，但最初改膛的88/S型仍在使用老式的漏夹。在中國，從陸軍部文檔中可見，光是清宣統三年（1911年）的閏六月十八日、二十五日和七月二十七日，該部便經過信義、禮和洋行分別購進這種“八十八年式毛瑟步槍”3萬支、2萬支和31,112支，並隨槍分別購進毛瑟尖頭子彈6,000萬發、4,000萬發和3,111.2萬發。進入民國以後，軍閥混戰，各路軍閥也通過不同渠道購進德製M1888步槍，比如1924年，廣東商團曾秘密購買該型步槍4,000支；比如1928年，滇軍曾通過法國代理商購進該槍5,000支。所有這些M1888步槍，都是經德國改造後發射毛瑟輕尖彈的型號。同一时期，土耳其接手了許多德國的M1888步槍，當時的德國當局也幫助了土耳其軍隊所擁有的M1888步槍，進行了改造的工作。雖然在對日抗戰結束後的國共內戰，許多從日軍繳獲而來的三八式步槍與九九式步槍，被國府軍改膛為以7.92×57毫米尖頭彈進行射擊。但根據現有的證據表明，除1934年，兵工署曾計劃改造漢陽造，使之與國軍主流的毛瑟輕尖彈兼容，並啟動了這項工程，而且也有初定名為民23式步槍被試製出來。但民23式步槍剛剛試製了少數的樣槍就停產了，轉而生產获得了德国毛瑟24式标准型步枪全套图纸的更先進的中正式步枪。漢陽造直到最後停產，也沒能達成與7.92×57毫米尖彈的兼容。
因为统计资料匮乏，确定漢陽八八式步槍的总产量是比较困难的事。根据后来的枪上序号推算在1938年汉阳兵工厂迁厂之前漢陽八八式步槍制造数量大约是超过87万支。由此推算漢陽八八式步槍的总产量超过了100万支。

### 退役
至朝鲜战争時期依然可見漢陽八八式步槍的蹤影。直到朝鲜战争結束後中華人民共和國經由軍援以及自產獲得大量蘇聯制式單兵武器後，漢陽八八式步槍才退出現役，轉為民兵使用，到1980年代才完全淘汰。
在中国近代史上，汉阳造颇为著名。在湖北武汉“辛亥武昌起義工程營發難處”紀念碑上雕刻有汉阳造步枪的形象。在江西南昌“八一南昌起义纪念塔”上雕刻着漢陽造步枪与军旗的形象。

## 使用者
- 大清
  - 清軍
- 中華民國
  - 北洋政府軍
  - 地方軍閥勢力
- 中華民國
  - 國民革命軍
  -  中華民國國防部
- 中华人民共和国
  -  中国人民解放军
- 大日本帝国
  - 於第二次中日戰爭期間大量繳獲，部份供應佔領中國大陸的日軍二線部隊及各親日組織使用。
- 滿洲國
  - 滿洲國軍隊
- 越南民主共和国
  - 越盟

## 外部鏈接
- （英文）-1888: full disassembly & assembly} （页面存档备份，存于）
- （英文）-Warlord Rifles: Hanyang Type 88, aka Type Han} （页面存档备份，存于）
- 漢陽造–火器堂 （页面存档备份，存于）
- Gew88與漢陽八八式的分別 （页面存档备份，存于）
- 槍砲世界> 1888式委員會步槍 （页面存档备份，存于）（Commission Rifle或ReichsGewehr）。